# Just Us
Just Us fue una banda de la escena inglesa de jazz a principios de la década de los 70, liderada por el saxofonista Elton Dean.

## Historia
Elton Dean se hizo conocido como parte de la banda del pianista Keith Tippett. Fue allí donde llamó la atención de la banda de la escena de Canterbury, Soft Machine quienes lo invitaron a unirse junto a Lyn Dobson (saxofón y flauta), Nick Evans (trombón) y Mark Charig (corneta) a fines de 1969.
Este septeto solo duró algunas semanas por lo difícil que era de mantener económicamente. Para abril de 1970 Dean ya era el cuarto integrante oficial (con Mike Ratledge en teclados, Hugh Hopper en bajo y Robert Wyatt en batería).
Con él, Soft Machine evolucionó del rock psicodélico a complejas y extensas piezas instrumentales (entre rock progresivo y jazz fusion) en Third.
Paralelamente Dean debutó como compositor con "Gridal Suite" (en el segundo álbum de Keith Tippett) y "Fletcher's Blemish" (en Fourth de Soft Machine). En marzo de 1971 presenta a su propia banda Just Us en la BBC, en un concierto compartido con Soft Machine.
En mayo graban su único LP (reeditado en 1998 como Just Us, con bonus tracks de 1972), con Mike Ratledge y Roy Babbington (futuro bajista de Soft Machine) como invitados.
En agosto Robert Wyatt deja Soft Machine, por lo que Dean sugiere a Phil Howard de su banda, como reemplazo. Tras grabar el lado A de Fifth, Howard es despedido ya que según Ratledge y Hopper, su estilo libre de tocar no encajaba con el grupo.
Dean no fue consultado para tomar esta decisión, y su enojo lo llevó a dejar el grupo pocos meses después. Pese a esto, Just Us junto a Soft Machine y Matching Mole (la nueva banda de Wyatt) llegaron a compartir una gira europea a mediados de 1972.
Elton Dean seguiría colaborando con Keith Tippett (además de Mark Charig y Nick Evans) y Hugh Hopper (Soft Machine Legacy) en las siguientes tres décadas, hasta su muerte en 2006.

## Discografía
- 1971: Just Us- único álbum de estudio
- 1993: Soft Machine & Heavy Friends - BBC In Concert - sesiones para la BBC Radio

- Datos: Q48783533